# Ole Alstrup
Ole Alstrup Frederiksen (født 29. juni 1945 - død 10. juni 2006) var en dansk musiker. Han var kendt under kunstnernavnet Ole Frø og spillede guitar med sit band Voces, der optrådte i Hit House på Frederiksberg i 1960’erne.Alstrup fik tilnavnet "Frø" fordi han hele tiden kvækkede som en frø og aldrig sang godt. Derudover fik han tilnavnet Ringo-Ole på grund af hans Ringo Starr-lighed.
Han arbejdede også som lydtekniker og er krediteret på flere af Gasolin’s plader, heriblandt Gøglernes aften, Gør det noget, Rabalderstræde forever, Derudaf forever og The Black Box. I 1973 skrev han sammen med Kim Larsen teksten til sangen De fjorten astronauter, der optræder på Kim Larsens debutalbum Værsgo.
I 1978 var han medlem af det kortvarige band Starfuckers, stiftet af Kim Larsen. Året efter nåede han at deltage i det danske Melodi Grand Prix sammen med Larsen og sangen Ud i det blå, der endte på en tredjeplads. Ole var også med i bands som Corny Corporation og UFO. I sidstnævnte band spillede han med Bjørn Uglebjerg og Peter Ingemann. I en periode efter Gasolin’s opløsning arbejdede Alstrup som cykelsmed på Christianshavn, der blev omdrejningspunktet i hans liv.
Ved siden af musikken medvirkede Ole Alstrup kortvarigt i spillefilmen Felix fra 1982, instrueret af Erik Clausen. Han medvirkede også i tv-filmen Side om side for rødt (1977) og dokumentaren Himmelstigen (1997) samt serien TAXA.
I 1980 blev Ole Alstrup far til stemmeskuespilleren Amalie Ihle Alstrup. Ole Alstrup døde den 10. juni 2006 i en alder af 60 år.